# Цивилизация Mare Nostrum
Цивилизация Mare Nostrum (рус. Цивилизация; официальное название Mare Nostrum) — настольная игра для 3-5 игроков, разработанная Сержем Лаже и опубликованная в 2003 году Eurogames под редакцией Ж. Дескарта. Русская локализация игры представлена в 2007 году ООО «СМАРТ» в серии «Хобби-игры» под названием «Цивилизация». Игру не следует путать с родоначальницей жанра пошаговых стратегических игр «Civilization», в настольном варианте именуемой «Цивилизация Сида Мейера».

## Описание
Оригинальное название игры «Mare Nostrum» переводится с латыни как «Наше Море», так римляне называли Средиземное море. Игра ведётся на карте Средиземноморья между пятью цивилизациями — Римом, Грецией, Вавилоном, Египтом и Карфагеном. Каждой цивилизации исходно принадлежит одна столичная провинция и провинции, примыкающие к ней. В провинциях находятся поселения и ресурсы, поверх которых игроки могут строить города и караваны, а также — в качестве апгрейда — храмы и рынки. Вне карты строятся Чудеса Света и приобретаются Герои.
Побеждает тот игрок, который первым достигнет одной из целей:
- приобрести четыре Героя и/или Чуда Света;
- построить Пирамиды.

Геймплей представляет собой пошаговую стратегию. Каждый шаг-раунд разделён на три фазы — торговли, строительства и войны. В начале раунда происходит выдача карт ресурсов и монет, сообразно с количеством контролируемых построек, а также распределяются титулы, определяющие очередность хода внутри каждой фазы. В конце раунда все ресурсы игроков «сгорают», кроме двух монет, которые можно взять в следующий раунд.

### Титулы
- «Великий Мореплаватель» даётся за максимальное количество караванов и рынков. Обладатель титула определяет количество товаров, выставляемых на торг в фазе торговли, и дает право первому выбрать товар;
- «Великий Законодатель» даётся за максимальное количество городов и храмов. Титул определяет очередность хода в фазе строительства;
- «Великий Полководец» даётся за максимальное количество боевых единиц — легионов, трирем и крепостей. Титул определяет очередность хода в фазе войны.

### Фазы
Фаза торговли. «Великий Мореплаватель» устанавливает количество карт для торговли, и каждый игрок обязан выложить данное количество карт ресурсов или монет на торг. Всего в игре имеется 12 различных ресурсов, которые приносят караваны и рынки, и монеты, которые приносят города и храмы. «Великий Мореплаватель» выбирает карту у одного из игроков и забирает себе в руку. Этот игрок выбирает карту у противников и так далее, пока не разберут все карты или они останутся только у одного игрока.
Фаза строительства. «Великий Законодатель» устанавливает очередь, в которой игроки могут делать покупки. Игроки могут покупать знаки влияния (ставятся в смежных провинциях), здания (города, караваны, храмы и рынки), военные единицы (легионы, триремы, крепости), Героев или Чудеса Света, которые наделяют особыми преимуществами и необходимы для победы в игре. Особенность игры в том, что для строительства нужен набор карт или одних монет или различных ресурсов.
- знаки влияния, города, караваны, боевые единицы стоят 3 карты (монет или различных ресурсов);
- храмы и рынки — 6 карт (монет или различных ресурсов);
- Герои и Чудеса Света — 9 карт (монет или различных ресурсов);
- Пирамиды — 12 карт (монет или различных ресурсов).

Поскольку в игре всего 12 видов ресурсов, то для постройки Пирамид нужно собрать все виды ресурсов путём контроля над ними и удачного торга, или же путём выручки 12 монет, две из которых можно сохранить от предыдущего хода.
Фаза войны. «Великий Полководец» выбирает порядок, в котором игроки будут совершать военные действия — перемещать легионы по суше и триремы по морю. Каждая цивилизация может построить максимум 8 легионов и 5 трирем. И легионы и триремы перемещаются за один ход в соседнюю провинцию. Через море легионы переправляются по цепочке трирем, и таким образом могут перемещаться на дальние расстояния. Легионы могут захватывать провинции, нападая на боевые единицы других игроков. Борьба происходит путём броска кубиков: за каждый легион выкидывается по кубику. Каждые пять очков уничтожают вражеский легион или крепость. Иначе говоря, количество уничтоженных вражеских единиц равно результату деления нацело на пять суммы значений брошенных костей. Бой трирем на море происходит по тем же правилам. Крепость считается укрепленной военной единицей и всегда даёт шесть очков при бое.

## Особенности игры
«Цивилизация Mare Nostrum» создана как более играбельный, динамичный и кратковременный вариант игр в стиле Civilization. Географический и исторический сюжет сведён к античному Средиземноморью, отсутствуют элементы технологического развития, правила упрощены для ускорения игрового процесса, усилены дипломатические отношения между игроками. На разработку «Mare Nostrum» у Сержа Лаже ушло около 20 лет.
Видное место в игре занимают исторические личности — национальные герои, которые может приобрести только конкретная цивилизация: Юлий Цезарь — герой Рима, Клеопатра — Египта, Хаммурапи — Вавилона, Ганнибал — Карфагена и Перикл — Греции. Преимущества, который даёт национальный герой коррелируют с географическим положением цивилизации. Так, в Египте находится много городов, приносящих монеты, и Клеопатре позволено в фазе торговли обменивать в банке ресурс на монету. В Вавилоне, который окружен множеством пустых земель, Хаммурапи может бесплатно располагать знаки влияния. Юлий Цезарь понижает стоимость крепости, а Ганнибал и Перикл улучшают боевые качества войск.
Ресурсы и города на карте расположены асимметрично, что накладывает определенные условия на развитие цивилизаций. На территориях соседей — Рима и Карфагена сосредоточено 11 видов ресурсов (то есть все, кроме папируса), а в зонах влияния Египта и Греции находятся 10 городов, что приводит к определённому напряжению при попытке одного из соседей построить Пирамиды, то есть собрать 12 ресурсов в первом случае или 12 монет во втором. Города и ресурсы Вавилона защищены прибрежной полосой от внезапного нападения, поэтому игрок может быстро развивать экономику, не обращая внимания на воинствующих соседей. Несмотря на это, игра тщательно сбалансирована, и при должной дипломатии и расчёте игрок-аутсайдер может выйти в лидеры, направляя сильнейших игроков к противостоянию.
К игре создано расширение «Мифология» и разработаны правила для двоих игроков.